# Стил родитељства
Стил родитељства су доминантне карактеристике понашања којима родитељи, хранитељи или други стараоци, пружају детету могућност за социјални и психолошки развој. Познати су заштитнички, стриктни, доминантни, злоупотребљивачки, инконзистентни и многи други стилови, чија је корекција често неопходна и представља предмет социјалних услуга у заједници и рада социјалног радника. Стил понашања родитеља зависи од њиховог образовања, социјалног статуса као и средине у којој живе.